# 克柳切夫斯基 (外贝加尔边疆区)
克柳切夫斯基（羅馬化：Klyuchevskiy）是俄罗斯外贝加尔边疆区的市级镇，属莫戈恰区，在区行政中心莫戈恰西南、边疆区首府赤塔东北方。
该地2021年人口有1,135人；2010年人口1,356；2002年人口1,694；1989年人口2,839。